# Hans Bachmann (godsejer)
 Der er flere personer med dette navn, se Hans Bachmann (officer).
Hans Bachmann, født Hans Nielsen? (1674 – 23. juli 1745 på Sønderskov) var en dansk godsejer, far til Peder Bachmann.
Han kom fra fattige kår og blev formentlig adopteret af Niels Hansen. Han samlede sig efterhånden herregårdene Estrup (1714), Sønderskov (1720) og Skodborghus og blev adlet 11. august 1704 med navnet Bachmann.
Han blev kongelig vildtmester og overførster over skovene i Haderslev, Kolding, Fyn, Als og Tåsinge. 1737 blev han hofjægermester. På Fyn havde Hans Bachmann 1725 også fået bestalling som jægermester. Efter Henrik Bielkes død fik han karakter af hofjægermester og 1738 blev sønnen, Peder Bachmann, adjungeret faderen mod en betaling af 3000 rigsdaler.
1709 ægtede han Anna Elisabeth Jantzen (1695 - 30. oktober 1710), datter av overførster og vildtmester i Koldinghus- og Haderslev amter samt i Fyn og på Als, Hans Arnold Jantzen, og Elsabe Rogge. Tre av hennes brødre, Christian, Adam og Abraham Jantzen, ble gift med tre søstre Rosbach, døtre av herredsfogd i Tyrstrup herred, Christian Rosbach, og Cathrine Magdalene (Marcusdatter) Scheel. Herregården Estrup blev 1704 skødet til amtsforvalter Peter Poulsen (død 1712), hvis enke Christine Margrethe Clausen (20. juni 1686 i Husum - 2. december 1745 på Sønderskov) 25. april 1714 i Ødis Kirke ægtede Hans Bachmann, som derved kom i besiddelse af gården. Han solgte den 1724 til generalmajor Henrik von Scholten. I 1721 lod han den stadig eksisterende hovedbygning opføre.
Han er begravet i Folding Kirke.